# ناحیه عین بوسیف
ناحیه عین بوسیف (به عربی: دائرة عین بوسیف) یک ناحیه در الجزایر است که در استان مدیه واقع شده‌است.